# プレニル化
プレニル化反応（Prenylation）とは、疎水性のプレニル基を付加する反応のことである。
プレニル基はグリコシルホスファチジルイノシトールなどのように、タンパク質の細胞膜への結合を促進すると考えられている。

## プレニル基

C-5, ジメチルアリル基

プレニル基とは、炭素数5のイソプレン単位で構成される構造単位の総称で、各プレニル基にはイソプレン単位数によって次の表のような呼び名がついている。
| イソプレン単位数 | 炭素数 | プレニル基の名称       |
| ---------------- | ------ | ---------------------- |
| 1                | C5     | ジメチルアリル基       |
| 2                | C10    | ゲラニル基             |
| 3                | C15    | ファルネシル基         |
| 4                | C20    | ゲラニルゲラニル基     |
| 5                | C25    | ゲラニルファルネシル基 |
| 6                | C30    | ヘキサプレニル基       |
| 8                | C40    | オクタプレニル基       |
| 10               | C50    | デカプレニル基         |

母核となる有機化合物の生理活性が、プレニル基がヒゲのように修飾する長さや位置の違いによってさまざまに変化することが知られている。

## タンパク質のプレニル化
タンパク質のプレニル化は、プレニル基がタンパク質のC末端のシステイン残基に結合することによって起こる。細胞内でのプレニル化には3つのプレニル基転移酵素が関与する。

### ファルネシルトランスフェラーゼとゲラニルゲラニルトランスフェラーゼI
ファルネシルトランスフェラーゼとゲラニルゲラニルトランスフェラーゼIはとてもよく似たタンパク質である。両方とも2つのサブユニットからなり、αサブユニットは共通しているが、βサブユニットの相同性はちょうど25%である。これらの酵素は標的タンパク質のC末端のCaaXボックスを認識する。Cはプレニル化されたシステイン残基、aは任意の脂肪族アミノ酸、そしてXがどちらの酵素が作用するか決定するアミノ酸である。

### Rabゲラニルゲラニルトランスフェラーゼ
RabゲラニルゲラニルトランスフェラーゼまたはゲラニルゲラニルトランスフェラーゼIIは、Rabタンパク質のC末端に2つのゲラニルゲラニル基を転移する。Rabタンパク質のC末端は長さも配列も様々で、超可変領域と言われる。このためRabタンパク質はCaaXボックスのような、酵素が認識できるコンセンサス配列を持たない。その代わりRabタンパク質には保存領域の多いRabエスコートタンパク質が結合していて、Rabゲラニルゲラニルトランスフェラーゼはこの部分を認識する。Rabタンパク質がプレニル化されて脂質のアンカーが付けられると、Rabタンパク質は水に溶けなくなり、細胞膜上に留められる。
ゲラニルゲラニルピロリン酸とファルネシルピロリン酸のイソプレノイド鎖はメバロン酸経路によって作られたメバロン酸が由来である。5炭素の前駆体を組み合わせることで、ゲラニルピロリン酸（10炭素）、ファルネシルピロリン酸（15炭素）、ゲラニルゲラニルピロリン酸（20炭素）が作られる。2つのファルネシルピロリン酸からはコレステロールの前駆体であるスクアレンが作られることがある。これはメバロン酸経路の阻害剤であるスタチンによってコレステロールやイソプレノイドの生合成が止まることを意味する。
メバロン酸経路では、前駆体の中に最初からイソプレノイドの合成に必要なピロリン酸基が含まれている。ファルネソールなどのイソプレノイドにピロリン酸が付加される酵素機構は明らかではないが、ファルネソールがスタチンによって起こる病気に効くことから、プレニル化にはアルコールが関与すると考えられている。
プレニル化を受けるRasタンパク質はがんの進行に大きな役割を果たす。このことは、プレニル化を引き起こす酵素の阻害剤が腫瘍の成長に影響を与えられる可能性を示唆する。
またトリパノソーマやマラリアなどの感染を止めるためにもファルネシルトランスフェラーゼの阻害剤が使われる。このような寄生虫はゲラニルゲラニルトランスフェラーゼIを欠いているためにヒトよりもファルネシルトランスフェラーゼ阻害剤の作用を受けやすいため、感染が抑えられる。さらにファルネシルトランスフェラーゼはマウスのハッチンソン・ギルフォード・プロジェリア症候群を抑える効果があったことも報告されている。